# Jessica Alonso
Jessica Alonso Bernardo (Gijón, 20 de setembro de 1983) é uma handebolista profissional espanhola, medalhista olímpica.
Fez parte do elenco medalhista de bronze, em Londres 2012, com quatro atuações e treze gols.